# Bříšť sibiřský
Bříšť sibiřský (Axyris amaranthoides) je jednoletá, plevelná rostlina, kvetoucí v letních měsících mnoha drobnými, zelenožlutými, jednopohlavnými květy. Tento příležitostný neofyt je jediným druhem rodu bříšť, který bývá do české krajiny zavlékán. Poprvé byl zjištěn roku 1953 v okolí Liberce.

## Rozšíření
Tato bylina pochází a šíří se z Povolží evropského Ruska, Běloruska, Kavkazu, Sibiře, ruského Dálného východu, Korejského poloostrova, Střední Asie, Mongolska i horského Kašmíru. Byla odtud, patrně se semeny obilovin, rozšířena do Evropy a také do Severní Ameriky. Ve střední, západní a severní Evropě se vyskytuje poměrně řídce, kdežto na americkém kontinentu je hojně rozšířeným plevelem, jak téměř v celé Kanadě, tak i na jihu a východě Spojených států.

## Ekologie
Rostlina upřednostňuje hlubokou, drobivou, minerály dobře zásobenou a propustnou půdu, která může obsahovat hojně písku, kameniva i úlomku cihel. Často roste mimo polí a luk na kamenitých neobdělávaných svazích, skládkách odpadu, v blízkosti lidských obydlí, na suchých náspech cest i na vlhkých svazích podél vodních nádrží a toků. Preferuje průběžně vlhká, ne však se zamokřená stanoviště. Ve střední Evropě obvykle kvete od června do srpna a plody dozrávají v průběhu srpna a září. Ploidie druhu je 2n = 18.

## Popis
Jednoletá, jednodomá bylina s přímou, pevnou lodyhou vysokou 20 až 80 cm, vyrůstající z kůlovitého kořene. Chlupatá, slabě rýhovaná, světle zelená až bělavá lodyha se zpravidla v horní části větví, jednotlivé odbočky dlouhé až 13 cm jsou orientované šikmo vzhůru a jsou v porovnání s lodyhou mnohem tenčí. Lodyha i větve jsou porostlé četnými střídavými listy, které jsou krátce řapíkaté (spodní) až přisedlé (horní), velké 3 až 7 cm × 0,5 až 1,5 cm a obvykle bývají na lodyze větší než na odbočkách. Čepele listů jsou vejčité či kopinaté, na vrcholu špičaté, po obvodě celokrajné nebo slabě zoubkované, na líci mají výraznou středovou žilku, občas bývají slabě podvinuté a na rubu jsou zpočátku chlupaté a později lysé.
Jednopohlavné květy tvoří latnatá květenství sestavená ze samčích a samičích květů. Samčí květy jsou sdružené v klubkách a vytvářející na konci větví krátké lichoklasy, květy mají tři okvětní lístky a tři bělavé tyčinky s prašníky. Samičí květy vyrůstají po jednom až třech z úžlabí listenů pod samčím květenstvím, květy mají zelený pestík a dvě blizny. Všechna okvětí jsou tříčetná, jednotlivé lístky jsou zelené, blanité, podlouhlé až oválné a za plodu vytrvalé. Květy se opylují větrem.
Plod je obvejčitá, zploštělá, červenohnědá nažka asi 3 mm dlouhá, některá má na vrcholu dvojité křídlo. Dospělá rostlina může vyprodukovat až 3000 semen (nažek). Semeno s křídlem klíčí již následujícího roku, kdežto bezkřídlé má několikaletou dormanci. Obvykle klíčí brzy z jara, již koncem března a počátkem dubna, k tomu potřebuje minimální teplotu půdy 5 °C, optimální teplota pro růst je okolo 20 °C. Nevyklíčí z hloubky větší než 4 cm.

## Význam
Ve středoevropské přírodě je rostlinou poměrně vzácnou, kdežto na americkém kontinentu je v obilnářských oblastech silně rozrostlým plevelem, nejvíce zapleveluje proso. Existuje domněnka, že nyní se tento plevel do Evropy dostává spíše z Ameriky než z Asie.